# Challapata (gemeente)
Challapata is een gemeente (municipio) in de Boliviaanse provincie Eduardo Avaroa in het departement Oruro. De gemeente telt naar schatting 30.531 inwoners (2018). De hoofdplaats is Challapata.